# Steinbruch Barntrup
Der Steinbruch Barntrup, auch Schiewe Steinbruch Barntrup, Steinbruch Schiewe oder Steinbruch Sonneborn genannt, ist ein aktiver Kalk-Steinbruch östlich von Barntrup im Bundesland Nordrhein-Westfalen. Der Steinbruch liegt im Landschaftsschutzgebiet Lipper und Pyrmonter Bergland. Die Zufahrt erfolgt von der Bundesstraße 1.

## Geschichte des Steinbruchs
Im Steinbruch erfolgt seit 1928 der Abbau von Muschelkalk aus dem Trias. Im Jahr 1983 kaufte die Heinz Schiewe KG (seit 2000 Schiewe GmbH & Co KG) den Steinbruch von der Firma Lüdeking. Im Jahr 2012 erfolgte die Inbetriebnahme einer Mineralmischanlage für Baustoffgemische.

## Mineralien
Für den Steinbruch sind bisher folgende Mineralfunde dokumentiert (Stand 2025): Calcit,	Pyrit und Quarz. Dazu fand man bis 2025 20 Fossilienarten: Acrodus lateralis, Ceratites compressus, Ceratites evolutus, Ceratites nodosus, Ceratites robustus, Ceratites spinosus, Coenothyris vulgaris, Encrinus liliiformis, Germanonautilus bidorsatus, Germanonautilus tridorsatus, Gyrolepis albertii, Hoernesia socialis, Hybodus longiconus, Loxonema obsoletum, Myophoria vulgaris, Pisces, Plagiostoma striatum, Pleuromya, Rhizocorallium und Triadotiaris.